# Carrières souterraines d'Orp-Jauche
Carrières souterraines d'Orp-Jauche este o arie protejată (arie specială de conservare — SAC, sit de importanță comunitară — SCI) din Belgia întinsă pe o suprafață de 12,37 ha, integral pe uscat.

## Localizare
Centrul sitului Carrières souterraines d'Orp-Jauche este situat la coordonatele 50°40′06″N 4°56′37″E / 50.668461°N 4.943668°E.

## Înființare
Situl Carrières souterraines d'Orp-Jauche a fost declarat sit de importanță comunitară în octombrie 2002 pentru a proteja 3 specii de animale. Situl a fost protejat și ca arie specială de conservare în decembrie 2016.

## Biodiversitate
Situată în ecoregiunea atlantică, aria protejată conține 1 habitat natural: Fânețe de joasă altitudine (Alopecurus pratensis, Sanguisorba officinalis).
La baza desemnării sitului se află mai multe specii protejate de  mamifere (3): liliac de iaz (Myotis dasycneme), liliac cărămiziu (Myotis emarginatus), liliac comun (Myotis myotis).
Pe lângă speciile protejate, pe teritoriul sitului au mai fost identificate 2 specii de mamifere.